# Тршће (Какањ)
Тршће је насељено мјесто у Босни и Херцеговини у општини Какањ које административно припада Федерацији Босне и Херцеговине. Према попису становништва из 1991. у насељу је живјело 799 становника.

## Становништво
| Националност       | 1991.        | 1981.        | 1971.        |
| Муслимани          | 698 (87,35%) | 678 (64,81%) | 496 (67,11%) |
| Хрвати             | 68 (8,51%)   | 311 (29,73%) | 196 (26,52%) |
| Срби               | 32 (4,00%)   | 34 (3,25%)   | 36 (4,87%)   |
| Југословени        | 0            | 20 (1,91%)   | 0            |
| остали и непознато | 1 (0,12%)    | 3 (0,28%)    | 11 (1,48%)   |
| Укупно             | 799          | 1.046        | 739          |